# Indian Head Park
Indian Head Park – wieś w Stanach Zjednoczonych, w stanie Illinois, w hrabstwie Cook.